# La vita segreta della signora Lee
La vita segreta della signora Lee (The Private Lives of Pippa Lee) è un film del 2009 diretto da Rebecca Miller, tratto dal romanzo Le vite private di Pippa Lee della stessa Miller. Protagonista della pellicola è Robin Wright.
Il film è stato presentato nella sezione Panorama alla 59ª edizione del Festival di Berlino.
Il film racconta in contemporanea il presente attuale di Pippa Lee e il suo passato tramite frequenti flashback, che mostrano le diverse vite di Pippa partendo dalla sua nascita ad oggi.

## Trama
Pippa Lee è una donna alla soglia dei 50 anni sposata con Herb, un editore di 30 anni più vecchio di lei conosciuto in giovane età. La coppia ha due figli, Ben in procinto di diventare avvocato con cui Pippa ha un ottimo rapporto, e Grace, che lavora come fotografa sui fronti in guerra e che apparentemente la odia, mentre invece adora il padre. Dopo i tre infarti del marito si sono trasferiti in una piccola cittadina per condurre una vita più tranquilla.
Dopo il trasloco, stanca di essere considerata un enigma, comincia a rivivere la sua gioventù. Pippa è figlia di un pastore protestante e di Suki, una donna con forti problemi di depressione che prendeva eccitanti per riuscire a far fronte alle esigenze di una famiglia con cinque figli e soggetta a repentini sbalzi di umore. Fin dalla sua nascita, era ossessionata dall'aspetto di Pippa, arrivando a travestirla in ogni maniera. Da giovane i problemi della madre cominciarono a farsi insopportabili per la figlia, che decide di scappare di casa e andare a vivere con la zia Trish e la sua compagna Kat.
Pippa subisce l'influenza di Kat, che la convince a posare per le foto erotiche per il suo nuovo romanzo. Un giorno però Trish torna a casa prima scoprendole ed è costretta ad andarsene.
Pippa comincia frequentare una comune di artisti e a provare ogni tipo di allucinogeno. Intanto la madre muore rendendo così impossibile una riconciliazione. In una delle feste in cui il suo fidanzato artista viene invitato, conosce Herb e tra i due scatta subito un'attrazione reciproca. Dopo la festa Pippa inizia a frequentarlo ed inizia una relazione. Herb è sposato con Gigi ma è un rapporto infelice.
Un giorno i due vengono invitati a pranzo da Gigi assieme a Sam, uno scrittore vecchio amico di Herb. Durante il pranzo Gigi si uccide e Pippa sposa Herb. L'arrivo dei figli porterà Pippa ad una rinascita.
Nella nuova città Pippa è diventata un sostegno per alcune persone, come la vicina Dot, che ha un figlio Chris di 35 anni che ha appena lasciato la moglie cominciando a vivere in strada, per poi tornare a casa dai genitori o l'amica Sandra in crisi con il compagno Sam. Nella nuova casa intanto cominciano a trovare cose fuori posto, come la cucina a soqquadro al mattino o un calzino nel frigorifero. Herb, temendo di star perdendo la ragione a causa della vecchiaia, fa installare delle telecamere per averne le prove. Le registrazioni mostrano però che è Pippa ad avere dei problemi: di notte ha infatti delle grosse crisi di sonnambulismo di cui non si ricorda niente al mattino. In una di queste crisi, Pippa si ritrova in un drug store aperto h24, in cui viene svegliata dal lavorante Chris. Quando il mattino dopo si sveglia, si fa riaccompagnare da lui per riprendere l'auto e scopre che Chris aveva cercato di diventare un gesuita, ma senza successo e che ha lasciato la moglie in seguito al tradimento di lei con il suo migliore amico.
Pippa va da uno psicanalista che le consiglia di trovare un hobby per far passare il tempo e va a lezione di ceramica. Dopo poche lezioni però viene estromessa dal corso per aver insultato l'insegnante e va a trovare Herb in ufficio. Qui trova anche Sandra e scopre così la loro relazione iniziata poco dopo il trasloco. Mentre parlano, Sandra cerca di uccidersi, disperata per aver fatto una cosa del genere alla sua migliore amica. Pippa però è incredibilmente sollevata dalla fine del suo matrimonio e la prende molto seraficamente. Subito dopo va a trovare Chris, ma mentre i due si baciano vengono interrotti dalla madre entrata all'improvviso in camera del figlio.
Pippa comunica i suoi sentimenti a Herb e decide di andare via di casa. Rientrata per cercare le chiavi della macchina trova il marito svenuto a terra. La diagnosi dei medici è senza speranza, il suo cervello è morto non si riprenderà mai più. La tragedia porterà la figlia a decidere di voler essere amica della madre e di non comportarsi mai più male con lei. Pippa deciderà di sospendere la respirazione forzata del marito e di lasciarlo andare. Dopo la sua morte partirà con Chris per iniziare una nuova vita.

## Produzione
Le riprese hanno avuto luogo in Connecticut. Il film raggruppa un ricco cast, oltre Robin Wright Penn, Monica Bellucci, Julianne Moore, Blake Lively, ci sono Alan Arkin e Winona Ryder, che interpretano rispettivamente il marito di Pippa Lee e la giovane donna per cui viene lasciata, Keanu Reeves è Chris l'amante di Pippa, Maria Bello interpreta la madre di Pippa, apparendo in vari flashback. La Bello sostituisce l'attrice Maggie Gyllenhaal, che ha abbandonato la parte per motivi personali.

## Distribuzione
Il film è uscito nelle sale statunitensi il 27 novembre 2009.